# Macabre Eternal
Macabre Eternal è il quinto album studio del gruppo death metal Autopsy, pubblicato nel 2011 dalla Peaceville Records.

## Tracce
1. Hand of Darkness - 5:19
2. Dirty Gore Whore - 5:45
3. Always About to Die - 5:13
4. Macabre Eternal - 4:38
5. Deliver Me From Sanity - 4:23
6. Seeds of the Doomed - 5:26
7. Bridge of Bones - 4:45
8. Born Undead - 4:00
9. Sewn Into One - 6:31
10. Bludgeoned and Brained - 4:09
11. Sadistic Gratification - 11:15
12. Spill My Blood - 3:39

## Formazione
- Chris Reifert - voce, batteria
- Danny Coralles - chitarra
- Eric Cutler - chitarra, voce (tracce 2, 11 e 12)
- Joe Allen - basso